# آرشیو اسناد و پژوهش‌های ایران
آرشیو اسناد و پژوهش‌های ایران هشتم خرداد سال ۱۳۷۱ با تلاش یازده پناهنده سیاسی ایرانی (۶ زن و ۵ مرد) در برلین آلمان افتتاح شد.
آرشیو اسناد و پژوهش‌های ایران یکی از مهم‌ترین نهادهایی است که در تبعید شکل گرفته و برجا مانده‌است. آرشیو مزبور مجموعه ای غنی از اسناد و مدارک مربوط به ایران به ویژه آنچه به فعالیت‌های سیاسی و فرهنگی و ادبی تبعیدیان مربوط است را جمع‌آوری و رده‌بندی کرده‌است.

## بایگانی
در مقابله با جریان تاریخی به فراموشی سپردن تجارب تلخ و سخت به‌دست آمده، یازده پناهنده ایرانی در آلمان با اعتقاد به این واقعیت که مبارزه با فراموشی یک وظیفه تاریخی است، به جمع‌آوری مدارک و اسناد متعلق به جریان‌های مختلف فکری در دهه‌های قبل و بعد از ۱۳۵۷ پرداختند.
آرشیو مزبور تا کنون موفق به جمع‌آوری اسناد زیر شده‌است:
- بیش از ۱۱۰۰ دوره نشریهٔ چاپ ایران و خارج از کشور از جمله ۶ دوره نشریه کثیرالانتشار چاپ ایران
- بیش از ۳۰۰۰ جلد کتاب و جزوه انتشارات نهادهای سیاسی و فرهنگی،
- بیش از ۱۱۰۰۰ جلد کتاب (از جمله ۸۰۰ جلد به زبان‌های آلمانی و انگلیسی) راجع به ایران،
- بیش از ۱۵۰۰۰ برگ اعلامیه از سال ۱۳۴۰ تا کنون،
- بیش از ۴۰۰ پوستر از ۱۳۳۶ به بعد چاپ خارج از کشور،
- بیش از ۱۵۰۰ جلد کتاب داستانی، آموزشی و نوار موسیقی و قصه، (بخش کودکان)، و ـ
- آرشیو زنان که حاوی اکثر کتابها، نشریات، اعلامیه‌ها و بریدهٔ نشریات مربوط به زنان می‌باشد.

اگر از آرشیوهای دولتی بگذریم دوره نشریات آرشیو اسناد و پژوهش‌های ایرانیان غنی‌ترین مجموعهٔ نشریات چاپ خارج از کشور را دربردارد.